# Guido de Lusinhão
Guido de Lusinhão ou Lusinhano (em francês: Guy de Lusignan) foi um nobre cavaleiro francês, nascido em 1150. Tornou-se regente e depois monarca consorte do Reino Latino de Jerusalém, ao se casar com a princesa (rainha em 1186) Sibila de Jerusalém em 1180, e serviu ainda como Rei do Chipre.

## Biografia
Um cavaleiro francês de Poitou, Guido era o filho mais jovem de Hugo VIII de Lusinhão e irmão mais novo de Emérico de Lusinhão. Tendo chegado à Terra Santa (onde seu irmão Emérico já era uma figura proeminente) em uma data desconhecida, Guido casou-se apressadamente com Sibila em 1180 para evitar um incidente político dentro do reino. À medida que a saúde de seu cunhado, Balduíno IV de Jerusalém, piorava, Sibila nomeou Guido como regente de seu enteado, Balduíno V. O rei Balduíno IV morreu em 1185, seguido pouco depois por Balduíno V em 1186, o que levou Sibila e Guido ao trono.
O reinado de Guido foi marcado pela continuidade das intrigas internas dentro do Reino de Jerusalém e por um aumento significativo nas hostilidades com os Aiúbidas, governados por Saladino, culminando na Batalha de Hattin em julho de 1187 — durante a qual Guido foi capturado — e na queda de Jerusalém três meses depois.
Após um ano de prisão em Damasco, Guido foi libertado por Saladino. Ao ser impedido de entrar em Tiro, uma das últimas fortalezas cruzadas, por Conrado de Monferrato, Guido e seus aliados sitiaram Acre em 1189. O cerco, durante o qual a esposa de Guido morreu, tornou-se um ponto de concentração para a Terceira Cruzada, liderada por Filipe II da França e Ricardo I da Inglaterra. Guido entrou em uma amarga disputa com Conrado pelo trono de Jerusalém; apesar do apoio de Ricardo ao rei viúvo, Conrado casou-se com a meia-irmã de Sibila, Isabel, e foi eleito rei pela nobreza do reino. Conrado foi morto por Assassinos dias após a eleição; o envolvimento de Ricardo e Guido no incidente é suspeito, mas não comprovado. Ainda assim, Guido foi recompensado pela perda de sua coroa com a senhorio do Chipre em 1192, que Ricardo havia tomado do Império Bizantino a caminho do Levante. Guido governou o Reino de Chipre até sua morte em 1194, quando foi sucedido por seu irmão Aimery.
O corpo de Guido foi sepultado na capital cipriota, Nicósia, numa igreja da Ordem dos Templários.